# Seondha
Seondha (en hindi:  ) es una localidad de la India en el distrito de Datia, estado de Madhya Pradesh.

## Geografía
Se encuentra a una altitud de 167 m s. n. m. a 454 km de la capital estatal, Bhopal, en la zona horaria UTC +5:30.

## Demografía
Según estimación 2010 contaba con una población de 23 556 habitantes.